# Festival da Canção
Festival da Canção of Festival RTP da Canção is de Portugese voorronde van het Eurovisiesongfestival. De wedstrijd ging van start in 1964 en is tot op de dag van vandaag elk jaar een kijkcijfertopper. In 1970 werd het Festival da Canção wel georganiseerd, maar ging de winnaar niet naar het Eurovisiesongfestival. Hetzelfde gebeurde in 2000. In 2005 werd de Portugese act voor het Eurovisiesongfestival intern gekozen, een unicum in de Portugese geschiedenis.

## Winnaars
| Jaar | Artiest            | Lied                                  |
| ---- | ------------------ | ------------------------------------- |
| 1964 | António Calvário   | Oração                                |
| 1965 | Simone de Oliveira | Sol de inverno                        |
| 1966 | Madalena Iglésias  | Ele e ela                             |
| 1967 | Eduardo Nascimento | O vento mudou                         |
| 1968 | Carlos Mendes      | Verão                                 |
| 1969 | Simone de Oliveira | Desfolhada portuguesa                 |
| 1970 | Sérgio Borges      | Onde vais rio que eu canto            |
| 1971 | Tonicha            | Menina do alto da serra               |
| 1972 | Carlos Mendes      | A festa da vida                       |
| 1973 | Fernando Tordo     | Tourada                               |
| 1974 | Paulo de Carvalho  | E depois do adeus                     |
| 1975 | Duarte Mendes      | Madrugada                             |
| 1976 | Carlos do Carmo    | Uma flor de verde pinho               |
| 1977 | Os Amigos          | Portugal no coração                   |
| 1978 | Gemini             | Dai li dou                            |
| 1979 | Manuela Bravo      | Sobe, sobe, balão sobe                |
| 1980 | José Cid           | Um grande, grande amor                |
| 1981 | Carlos Paião       | Playback                              |
| 1982 | Doce               | Bem bom                               |
| 1983 | Armando Gama       | Esta balada que te dou                |
| 1984 | Maria Guinot       | Silêncio e tanta gente                |
| 1985 | Adelaide Ferreira  | Penso em ti, eu sei                   |
| 1986 | Dora               | Não sejas mau para mim                |
| 1987 | Nevada             | Neste barco à vela                    |
| 1988 | Dora               | Voltarei                              |
| 1989 | Da Vinci           | Conquistador                          |
| 1990 | Nucha              | Há sempre alguém                      |
| 1991 | Dulce Pontes       | Lusitana paixão                       |
| 1992 | Dina               | Amor d'água fresca                    |
| 1993 | Anabela            | A cidade (até ser dia)                |
| 1994 | Sara Tavares       | Chamar a música                       |
| 1995 | Tó Cruz            | Baunilha e chocolate                  |
| 1996 | Lúcia Moniz        | O meu coração não tem cor             |
| 1997 | Célia Lawson       | Antes do adeus                        |
| 1998 | Alma Lusa          | Se eu te pudesse abraçar              |
| 1999 | Rui Bandeira       | Como tudo começou                     |
| 2000 | Liana              | Sonhos mágicos                        |
| 2001 | MTM                | Só sei ser feliz assim                |
| 2003 | Rita Guerra        | Deixa-me sonhar (só mais uma vez)     |
| 2004 | Sofia Vitória      | Foi magia                             |
| 2006 | Nonstop            | Coisas de nada (gonna make you dance) |
| 2007 | Sabrina            | Dança comigo (vem ser feliz)          |
| 2008 | Vânia Fernandes    | Senhora do mar                        |
| 2009 | Flor-de-Lis        | Todas as ruas do amor                 |
| 2010 | Filipa Azevedo     | Há dias assim                         |
| 2011 | Homens da Luta     | A luta é alegria                      |
| 2012 | Filipa Sousa       | Vida minha                            |
| 2014 | Suzy               | Quero ser tua                         |
| 2015 | Leonor Andrade     | Há um mar que nos separa              |
| 2017 | Salvador Sobral    | Amar pelos dois                       |
| 2018 | Cláudia Pascoal    | O jardim                              |
| 2019 | Conan Osíris       | Telemóveis                            |
| 2020 | Elisa Silva        | Medo de sentir                        |
| 2021 | The Black Mamba    | Love is on my side                    |
| 2022 | Maro               | Saudade, saudade                      |
| 2023 | Mimicat            | Ai coração                            |
| 2024 | Iolanda            | Grito                                 |
| 2025 | Napa               | Deslocado                             |

Voor de uitslagen van Portugal op het Eurovisiesongfestival, zie Portugal op het Eurovisiesongfestival.